# خبائة (السياني)

تعديل مصدري - تعديل

خبائة هي إحدى قرى عزلة الأزارق بمديرية السياني التابعة لمحافظة إب، بلغ تعداد سكانها 610 نسمة حسب تعداد اليمن لعام 2004.